# Sant Andreu de Palomar
Sant Andreu este un cartier din districtul 9, Sant Andreu, al orașului Barcelona.